# Sihombu
Sihombu is een bestuurslaag in het regentschap Humbang Hasundutan van de provincie Noord-Sumatra, Indonesië. Sihombu telt 1270 inwoners (volkstelling 2010).